# Isodon togashii
Isodon togashii là một loài thực vật có hoa trong họ Hoa môi. Loài này được Okuyama mô tả khoa học đầu tiên năm 1956.